# Apassalus cubensis
Apassalus cubensis là một loài thực vật có hoa trong họ Ô rô. Loài này được (Urb.) Kobuski mô tả khoa học đầu tiên năm 1928.